# Маргарітіфер Синус (MC-19)
15°00′ пд. ш. 337°30′ сх. д. / 15° пд. ш. 337.5° сх. д.{{#coordinates:}}: недопустима довгота

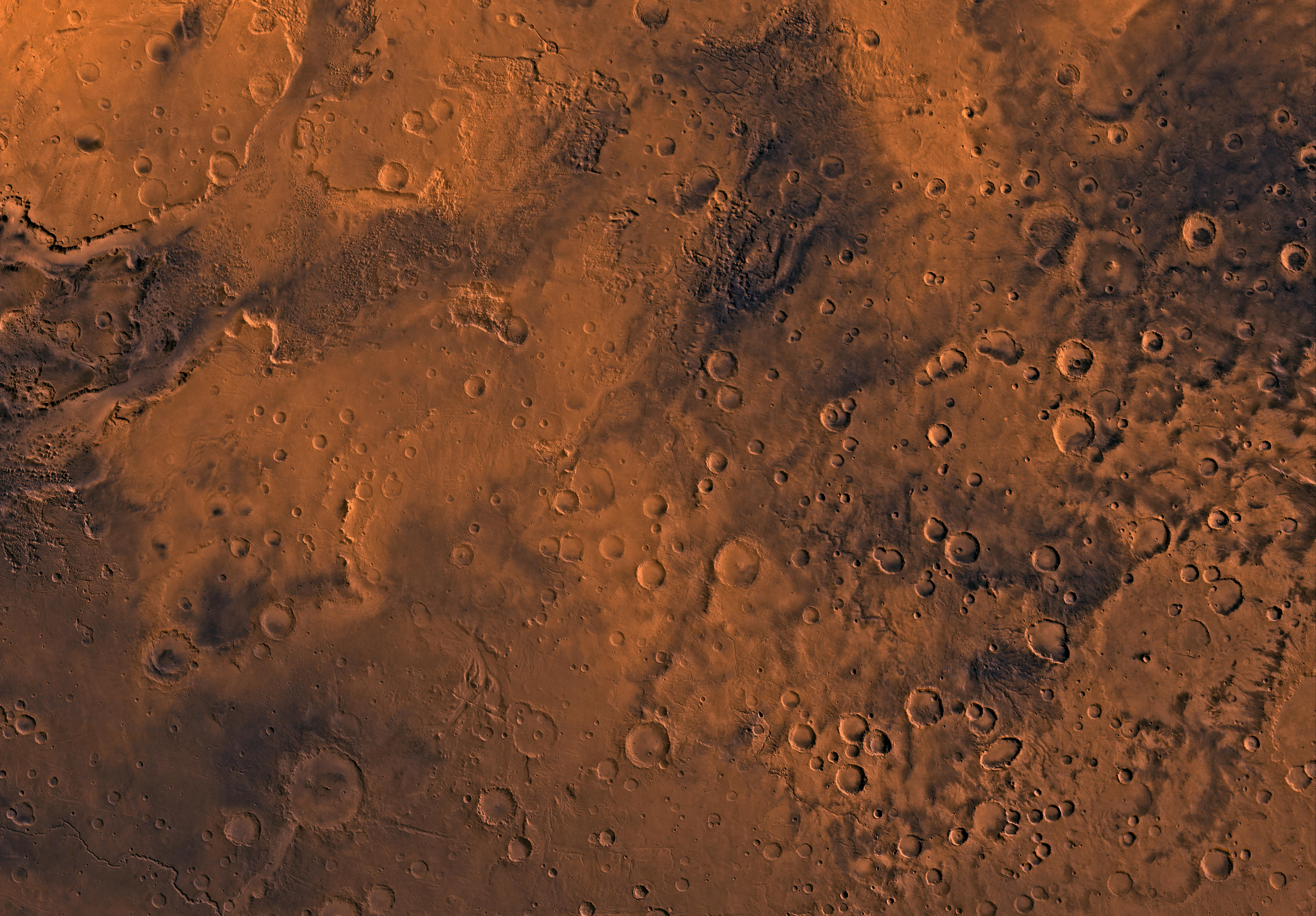
Зображення чотирикутника Margaritifer Sinus (MC-19). Більша частина регіону містить високогір’я, вкриті кратерами, з великими просторами хаотичного рельєфу. У північно-західній частині велика рифтова зона Долини Марінера з'єднується з широким каньйоном, заповненим хаотичним рельєфом.

Чотирикутник Маргарітіфер Синус (MC-19) (англ. Margaritifer Sinus) — одна із серії з 30 чотирикутних карт Марса, які використовуються Програмою астрогеологічних досліджень Геологічної служби США (USGS). Чотирикутник Margaritifer Sinus також називають MC-19 (Марсіанська карта-19). Чотирикутник Margaritifer Sinus охоплює територію від 0° до 45° західної довготи та від 0° до 30° південної широти на Марсі. Чотирикутник Margaritifer Sinus містить Margaritifer Terra та частини Xanthe Terra, Noachis Terra, Arabia Terra та Плато Меридіана.
Назва цього чотирикутника означає «перлова бухта» на честь перлинного узбережжя на мисі Коморін у Південній Індії.
Цей регіон також відомий як місце, де 25 січня 2004 року приземлився Opportunity. Тут розбилася посадкова капсула радянського космічного апарата "Марс-6".

## Інтернет-ресурси
- Walk around Spirit Rover
- Lakes on Mars — Nathalie Cabrol (SETI Talks)